# Steganomus taiwanus
Steganomus taiwanus är en biart som först beskrevs av Hirashima 1956.  Steganomus taiwanus ingår i släktet Steganomus och familjen vägbin. Inga underarter finns listade i Catalogue of Life.